# Laurent Estadieu
Laurent Estadieu (Saint-Gaudens, 19 december 1973) is een Frans voormalig beroepswielrenner. Hij reed voor onder meer Gan en Ag2r Prévoyance.

## Belangrijkste overwinningen
1999
- Ronde van de Finistère

2001
- Eindklassement Ronde van de Somme

## Grote rondes
Geen